# ISO 3166-2:NI
ISO 3166-2:NI is een ISO-standaard met betrekking tot de zogenaamde geocodes. Het is een subset van de ISO 3166-2 tabel, die specifiek betrekking heeft op Nicaragua. 
De gegevens werden tot op 20 april 2018 geüpdatet op het ISO Online Browsing Platform (OBP). Hier worden 15 departementen - department (en) / département (fr) / departamento (es) en 2 autonome regio’s - autonomous region (en) / région autonome (fr) / región autónoma (es) - gedefinieerd.
Volgens de eerste set, ISO 3166-1, staat NI voor Nicaragua, het tweede gedeelte is een tweeletterige code.

## Codes
| Code  | Naam               | Categorie      |
| ----- | ------------------ | -------------- |
| NI-BO | Boaco              | departement    |
| NI-CA | Carazo             | departement    |
| NI-CI | Chinandega         | departement    |
| NI-CO | Chontales          | departement    |
| NI-AN | Costa Caribe Norte | autonome regio |
| NI-AS | Costa Caribe Sur   | autonome regio |
| NI-ES | Estelí             | departement    |
| NI-GR | Granada            | departement    |
| NI-JI | Jinotega           | departement    |
| NI-LE | León               | departement    |
| NI-MD | Madriz             | departement    |
| NI-MN | Managua            | departement    |
| NI-MS | Masaya             | departement    |
| NI-MT | Matagalpa          | departement    |
| NI-NS | Nueva Segovia      | departement    |
| NI-SJ | Río San Juan       | departement    |
| NI-RI | Rivas              | departement    |